# Ophiostomatales
El orden Ophiostomatales, perteneciente a la división Ascomycota, agrupa especies que se encuentran en simbiosis con insectos y pueden llegar a ser patógenas. Por norma general, las especies del orden Ophiostomatales metabolizan monosacáridos (sustancias de reserva) que se encuentran en las células ubicadas en la madera de los pinos. Por esta razón, es frecuente que embadurnen la corteza de estos con color azul.
Estos hongos poseen peritecios solitarios con los que expulsan esporas que se adhieren a los insectos para su transporte. Son largos, de color negro y suelen poseer estructuras espinosas que facilitan esta función. Sus ascos (células que forman las esporas sexuales) son globosas y se disuelven tempranamente en su desarrollo.

## Clasificación
Los organismos del orden Ophiostomatales no se identifican fácilmente por su morfología. Normalmente su identificación se basa en técnicas moleculares. Por las cuestiones anteriores, la sistematización y clasificación de los organismos de este orden, ha cambiado a lo largo del tiempo. Anteriormente, las especies de este orden se consideraban del orden Microascales.  En el año 2006, Zipfel, De Beer, Jacobs, Wingfield y Wingfield estudiaron los datos de secuencias de ADN y genes β-tubulina de cincuenta especies de Ophiostoma para conocer las relaciones filogenéticas de este género. Los resultados de dicha investigación arrojaron tres géneros monofiléticos en su tiempo. El primer género se denominó Grosmannia, es un género teleomorfo donde se agrupan las especies anamórficas del género Leptographium. El segundo género se denominó Ceratocystiopsis y agrupa a las especies del género anamorfo de Hyalorhinocladiella. El último género se denominó Ophiostoma, el cual es un género teleomorfo e incluye a las especies anamórficas de los géneros Sporothrix y Pesotum. Actualmente el orden Ophiostomatales se encuentra en el reino Fungi, en el subreino Dikarya, en el filo Ascomycota, en el subfilo Pezizomycotina, clase Sordariomycetes, subclase Sordariomycetidae. El ejemplar que define a esta orden es la especie Ophiostoma pluriannulatum, que fue descrito por Hedgcock en 1906.
El orden Ophiostomatales se compone de los siguientes géneros teleomorfos: Ceratocystiopsis, Cornuvesica, Grosmania y Ophiostoma. Este último es el género más amplio de todo el orden y de estos géneros anamorfos: Hyalorhinocladiella, Knoxdaviesia, Leptographium, Sporothrix. Este género se considera cosmopolita y Pesotum, siendo el último de los mencionados el género anamorfo de Ophiostoma. También, este orden forma un hermano con los órdenes de Magnaporthales y Diaporthales.

## Descripción
Algunas características morfológicas que definen al orden Ophiostomatales es que sus miembros tienen peritecios negros. En la mayoría de las especies presentan un cuello alargado y a través del ápice de este cuello las ascosporas son liberadas. Al ser pegajosas son llevadas por los insectos a otros sustratos.
Cabe mencionar que carece de paráfisis y los ascos tienen forma globosa, mientras que las ascosporas presentan cubiertas, bordes o alas ornamentadas y permiten su dispersión por medio de la unión al exoesqueleto de los escarabajos, o por agentes pasivos como la lluvia o el viento.

## Características
Los hongos de este orden normalmente provocan una embadurna de color azul sobre la madera de los pinos (la tonalidad va de un azul oscuro a un gris oscuro dependiendo de la especie que lo provoque). El manchado azul en la madera no provoca ningún daño al pino, pero sí reduce el valor económico de la madera entre un 10% y un 50%. Esto ocurre por la simbiosis que se genera entre el hongo y el insecto, la cual ofrece los beneficios de que el hongo sea transportado por el insecto hacia los árboles, a partir de una estructura que contiene a las esporas y micelio denominada micangios, los cuales tienen forma de saco, se distribuyen por todo el tórax, la cabeza y los élitros. Se especula que este tipo de interacciones se iniciaron hace 280 millones de años en la era Mesozoica.